# Стоунхендж (роман)
Стоунхендж — альтернативно-історичний роман, написаний у співавторстві письменником-фантастом Гаррі Гаррісоном і істориком і антропологом Леоном Стоувером. Початковий варіант 1972 року був скорочений за пропозицією видавництва, і тільки в 1983 році побачила світ повна версія роману («Стоунхендж: Де загинула Атлантида»), хоча до того часу наукова гіпотеза, покладена в основу сюжету, вже була спростована; наукову основу роману докладно описав у своїй післямові Л. Стоувер. 
Роман неодноразово видавався російською мовою в перекладі з видання 1983 року, український переклад станом на 2016 рік поки відсутній.
Дія роману розгортається близько 1500 року до н. е. під час військового протистояння ахейців з Мікен і атлантів — жителів острова Крит. Для виготовлення бронзового зброї необхідно олово, проте рудники в долині Дунаю контролює флот атлантів. Тоді ахейський царевич Есон вживає небезпечну експедицію на Британські острови, де на півострові Корнуолл є багаті олов'яні рудники. Авторське допущення населила ці місця кельтами, яких очолив Есон, коли атланти вчинили напад на Британію. Його друг і компаньйон — єгипетський архітектор Інтеб — побудував Стоунхендж як символ об'єднання кельтських племен, свого роду попередник «круглого столу». Під час війни за Британію, відбувається загибель атлантської цивілізації внаслідок виверження вулкана.